# روبرت هير
روبرت هير (بالإنجليزية: Robert Hare)‏ هو أستاذ جامعي وكيميائي ومخترِع أمريكي، ولد في 17 يناير 1781 في فيلادلفيا في الولايات المتحدة، وتوفي بنفس المكان في 15 مايو 1858.

## وصلات خارجية
- روبرت هير على موقع إن إن دي بي (الإنجليزية)